# Epiechinus bipartitus
Epiechinus bipartitus är en skalbaggsart som först beskrevs av Lewis 1885.  Epiechinus bipartitus ingår i släktet Epiechinus och familjen stumpbaggar. Inga underarter finns listade i Catalogue of Life.